# 1774 Куликов
1774 Куликов (1774 Kulikov) — астероїд головного поясу, відкритий 22 жовтня 1968 року.
Тіссеранів параметр щодо Юпітера — 3,292.